# Wojkowa
Wojkowa (j. łemkowski Войкова) – wieś w Polsce położona w województwie małopolskim, w powiecie nowosądeckim, w gminie Muszyna.
Wieś lokowana w 1595 roku. Wieś biskupstwa krakowskiego w powiecie sądeckim w województwie krakowskim w końcu XVI wieku.
We wsi znajduje się zabytkowa cerkiew greckokatolicka. Obiekt leży na Małopolskim Szlaku Architektury Drewnianej.

## Położenie
Wojkowa od południowego wschodu graniczy ze Słowacją z miejscowością Lenartov w kraju preszowskim w okręgu bardiowskim, od południa z Dubnem, od południowego zachodu i strony zachodniej z Powroźnikiem i od północy z Tyliczem i Muszynką. Wieś leży w Beskidzie Sądeckim w dolinie Wojkowskiego Potoku, będącego dopływem Muszynki, na wysokości 645–660 m n.p.m. Zabudowania i pola miejscowości znajdują się wśród rozległych masywów leśnych Gór Leluchowskich. Po wschodniej stronie miejscowości wznosi się zalesiony górą grzbiet Pustej (822 m), po południowej grzbiet Barwinka, a po zachodniej bezleśne, pokryte dużymi łąkami wzgórze Roztoki (795 m). Barwinek (863 m) to najwyższe wzniesienie na obszarze wsi. Najbliższe miasta to Muszyna odległa o 10 km i Krynica-Zdrój – o 12 km. Do wsi prowadzi droga gminna asfaltowa od drogi powiatowej Powroźnik – Tylicz nr 1513K. Powierzchnia wsi wynosi 1242,50 ha.

## Historia
Osada prawdopodobnie istniała już w XIII wieku, jako strażnica graniczna w pobliżu której na wzniesieniu Stupne (817 m) miał znajdować się zamek. Obecna Wojkowa lokowana była na surowym korzeniu w 1595, na mocy przywileju kardynała Jerzego Radziwiłła. Osadźcą wsi był Homa z Powroźnika. W akcie tym zaznaczono, iż kmiecie obowiązani będą wozić wino z Węgier i inne rzeczy dla dworu biskupiego. Do czasów rozbiorów należała do biskupów krakowskich. Ludność miejscowa trudniła się hodowlą i uprawą ziemi. We wsi był młyn, folusz, tartak i karczma. W Wojkowej wyrabiano też potaż i węgiel drzewny dla hut. W XVIII wieku na granicy Austriacy zbudowali okopy, które później były często przypisywane konfederatom. Po 1781 wieś była własnością kamery austriackiej, a od 1813 prywatną. Na początku XX wieku znajdowała się tu już Szkoła i Czytelnia Kaczkowskiego. Miejscowi Łemkowie uważali się za starorusinów. Wojny światowe nie dokonały tu żadnych zniszczeń. W górnej części wioski Niemcy wznieśli okazały budynek będący koszarami straży granicznej. W latach 1945–1947 miejscowych Łemków przesiedlono do ZSRR i na ziemie zachodnie. W 1976 nastąpiły zmiany graniczne z ówczesną Czechosłowacją. Przekazano Czechosłowacji część terenów nadgranicznych (0,26 km²) w zamian za tereny w pobliżu budowanego wtedy Zbiornika Sromowieckiego.
W latach 1975–1998 miejscowość administracyjnie należała do województwa nowosądeckiego.
| Rok    | 1900 | 1921 | 1931 | 2002 |
| Liczba | 63   | 64   | 70   | 32   |

| Zwierzęta | Konie | Bydło | Owce | Świnie |
| Liczba    | 13    | 236   | 123  | 38     |

W Wojkowej dzieci uczą się w Szkole Filialnej należącej do Zespołu Szkolno-Przedszkolnego w Powroźniku.

## Demografia
Wojkowa według danych na koniec 2011 liczyła 233 mieszkańców w tym 112 kobiet i 121 mężczyzn. Było 127 osób w wieku produkcyjnym, 84 w wieku przedprodukcyjnym i 22 w wieku poprodukcyjnym. W 1998 na ogólną liczbę 189 mieszkańców nikt nie posiadał wyższego wykształcenia, zaledwie 12 osób miało średnie, zawodowe 24 i podstawowe 81 osób.
- Ludność według spisów powszechnych, w 2009 według PESEL[8][9][10][11].

## Zabytki
Obiekt wpisany do rejestru zabytków nieruchomych województwa małopolskiego.
- Cerkiew pw. św. Kosmy i św. Damiana; otoczenie, drzewostan, mur. Obecnie jest użytkowana jako kościół filialny rzymskokatolickiej parafii św. Jakuba Młodszego Apostoła w Powroźniku.

### Inne zabytki
- dwa cmentarze, stary i nowy, położone na zachód od cerkwi. Zachowały się na nich stare krzyże i nagrobki;
- zachowane łemkowskie chaty, spichlerzyki, kapliczki i kamienne krzyże z XVI i XX wieku;
- okopy graniczne, stanowiące dziś skromne ślady nierówności i dołów. Znajdują się na granicy w zalesionym terenie, na południowy zachód od wsi. Mimo tradycji wiążącej je z konfederacją barską, prawdopodobnie wykonali je Austriacy w latach poprzedzających I rozbiór Polski.

W centrum wsi znajdowała się dawna strażnica niemieckiej straży granicznej z okresu II wojny światowej. Drewniany budynek w latach sześćdziesiątych XX wieku został przejęty przez Wyższą Szkołę Rolniczą w Krakowie i przekształcony na Ośrodek Dydaktyczny Wydziału Leśnego i funkcjonował do początku lat dziewięćdziesiątych. W 2014 budynek został rozebrany.

## Galeria

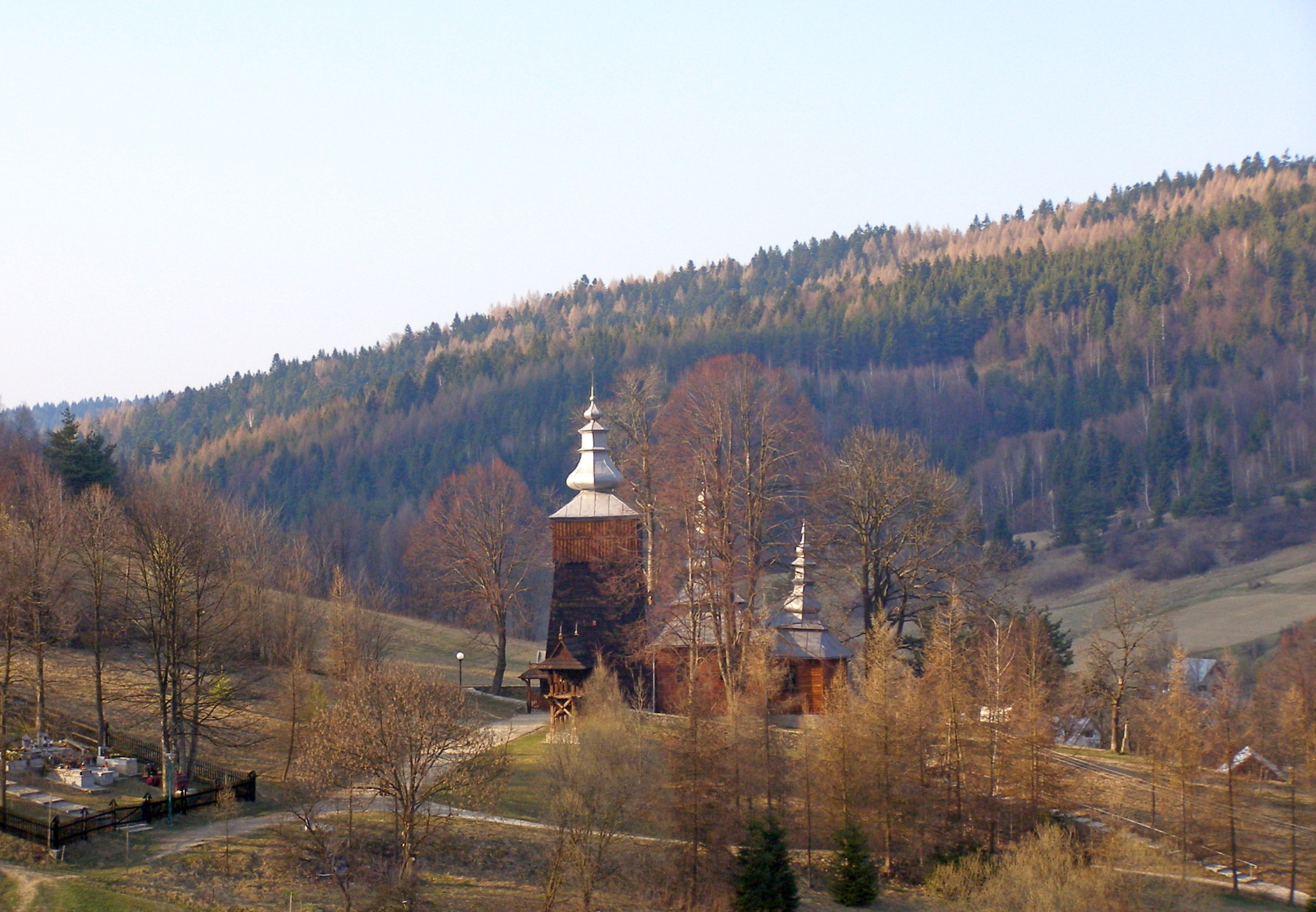
Zabytkowa dawna cerkiew
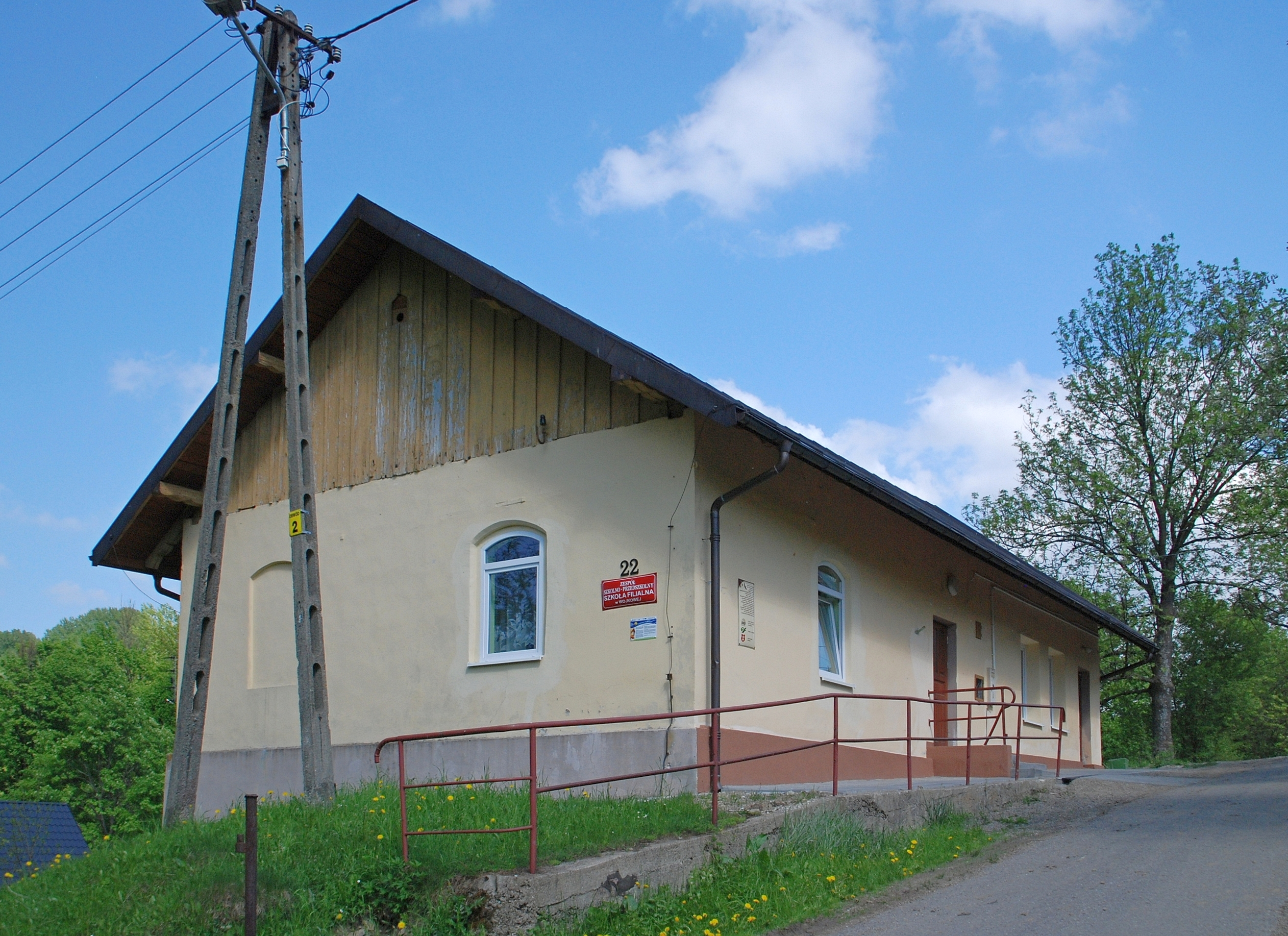
Filialna szkoła podstawowa
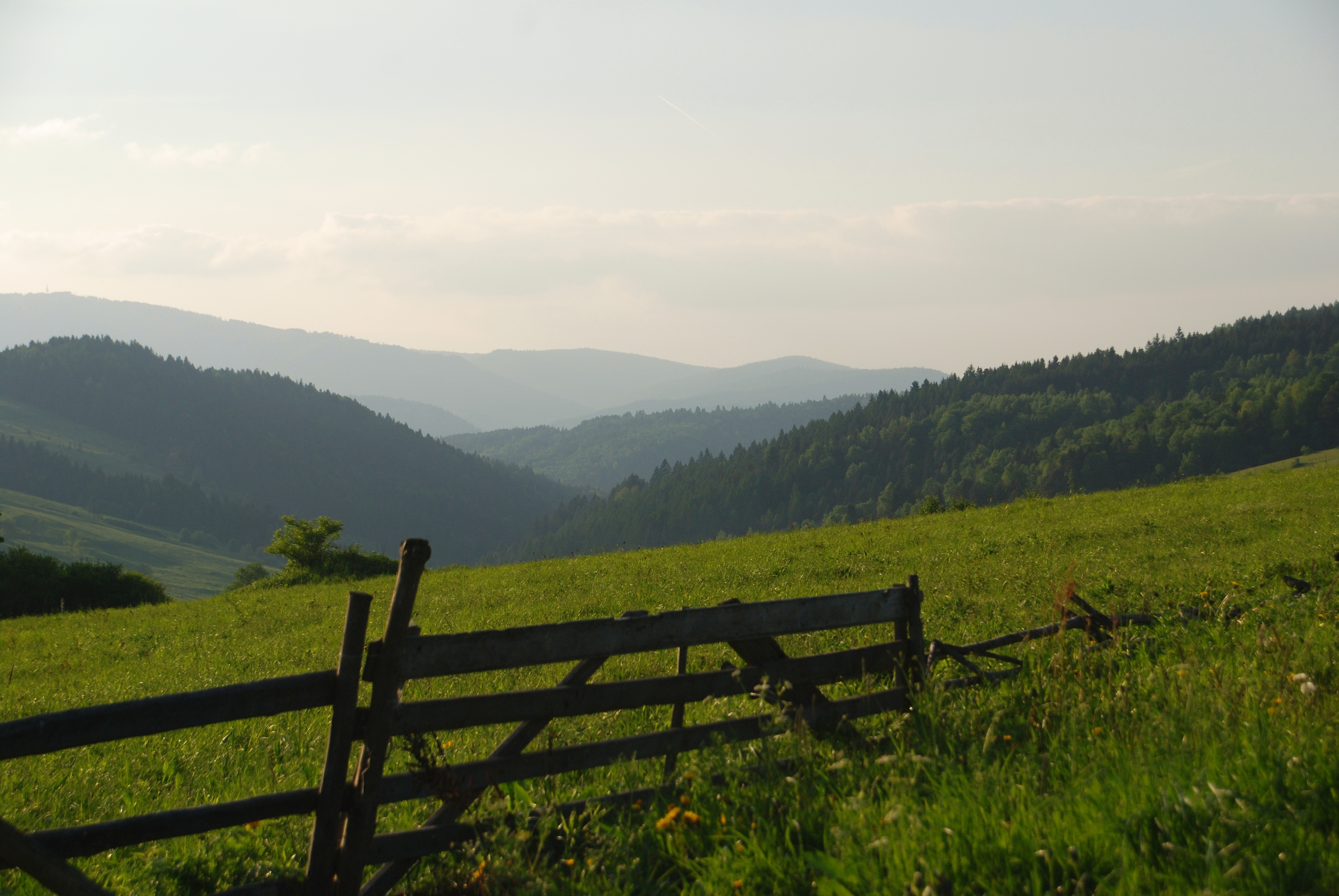
Widok na Wojkową ze wschodu
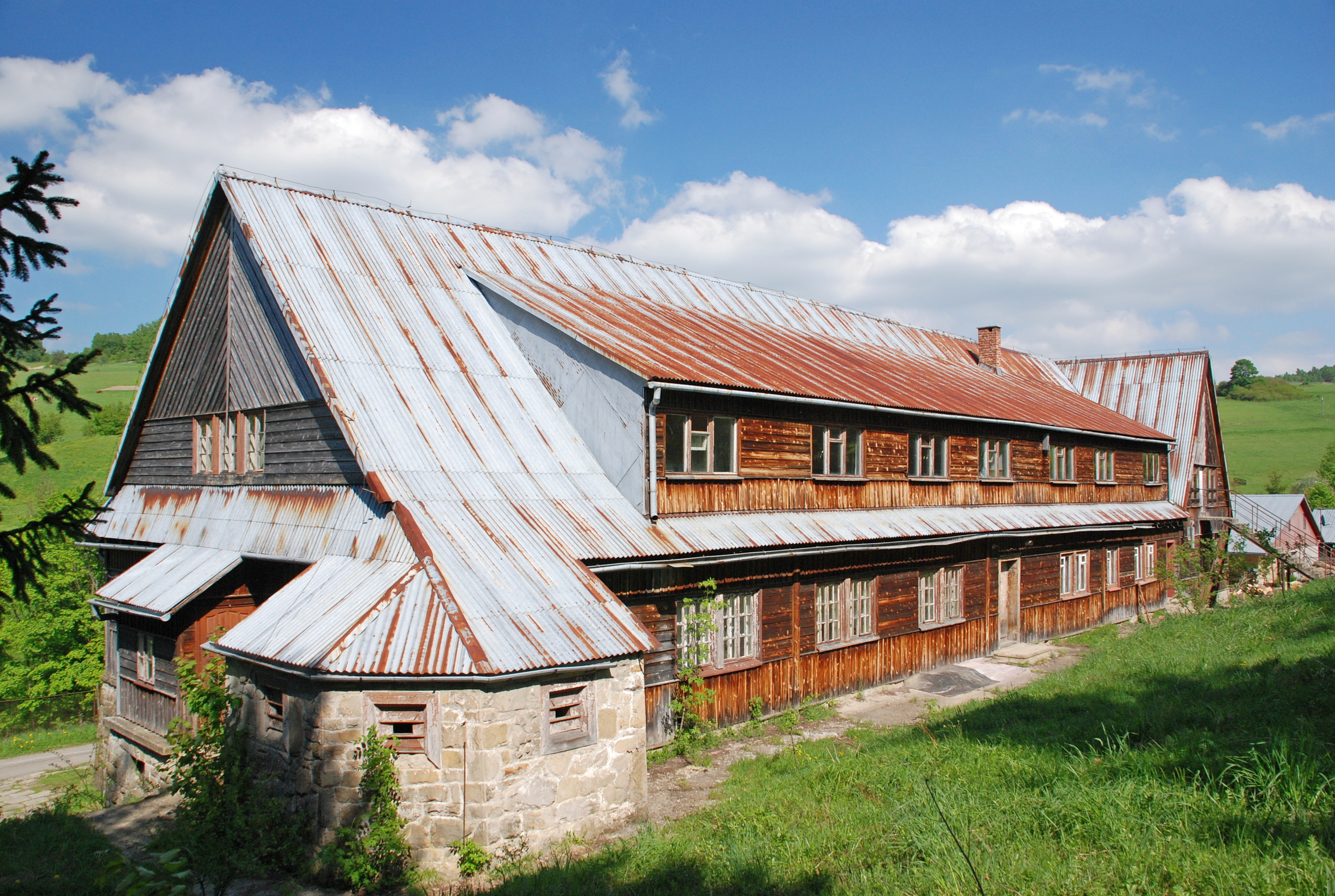
Dawna strażnica, potem ośrodek dydaktyczny WSR Kraków
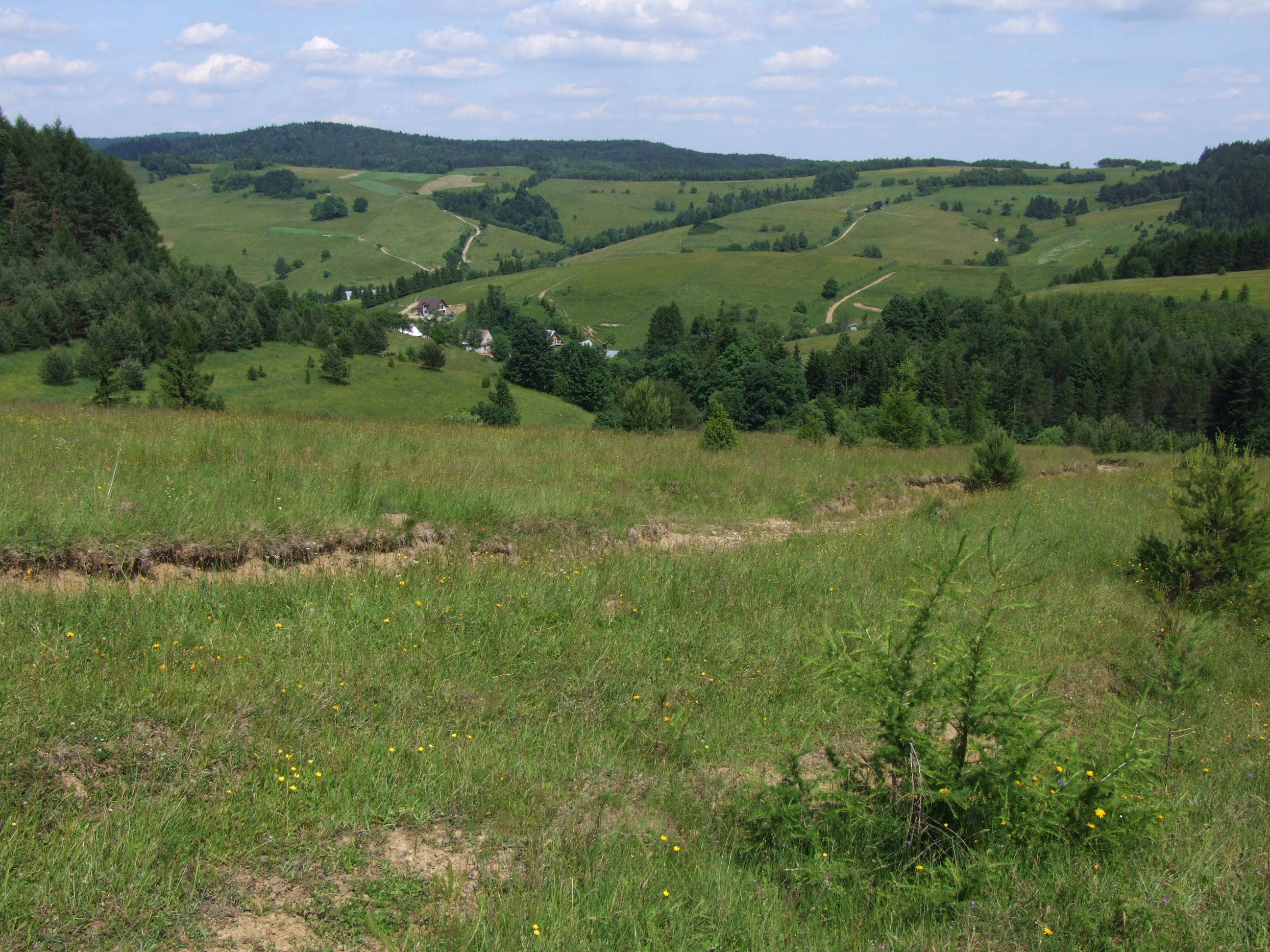
Widok na Wojkową z zachodu

## Turystyka
Wieś leży na terenie założonego w 1987 Popradzkiego Parku Krajobrazowego.

### Szlaki piesze
- Muszyna – Malnik – Wojkowa – Muszynka[13]

### Szlaki rowerowe
- Turystyczna Pętla Muszyńska (TPM): Muszyna – Leluchów – Dubne – Wojkowa – Powroźnik – Muszyna[14]

Od szkoły podstawowej do granicy ze Słowacją prowadzi droga bita wybudowana ze środków unijnych.